# 山田宗昌
山田 宗昌（やまだ むねまさ）は、戦国時代から江戸時代前期にかけての武将。日向伊東氏の家臣。日向国酒谷城主。

## 生涯

### 伊東家家臣時代
天文13年（1544年）、日向にて伊東氏家臣の新山城主・山田宗継の子として生まれる。
永禄元年（1558年）、飫肥を巡る北郷氏、豊州島津氏との合戦において初陣を飾ると、敵将・亀沢豊前守を組み打ちの末に討ち取る。亀沢は島津方でも名の知れた武将だったため、初陣にしてこれを討ち取った宗昌は大いに恐れられたという。永禄11年（1568年）の小越の戦いでも北郷方の勝岡城主・和田民部少輔を討ち取ったが、和田は永禄10年（1567年）の合戦で宗昌の父・宗継を討ち取った武将だったため、宗昌にとっては敵討であった。永禄10年には伊東氏による犬興行にも参加している。
天正5年（1577年）、伊東義祐が薩摩国の島津氏の侵略により一時衰退し、一時的に豊後国の大友宗麟へ退去すると、翌天正6年（1578年）、大友宗麟は伊東氏の救援を名目に日向へと出兵。義祐らを追って翌春に豊後へ入っていた宗昌もこれに先立って日向に戻り、6月には長倉祐政らと共に新納石城を修築、伊東家家臣団と共に島津軍からの侵略に備えた。

### 石城合戦
天正6年7月、島津軍は大友軍との合戦を前に新納石城を落とすべく、島津忠長を総大将として7000名余りの軍勢で侵略した。対する伊東軍は600名程であったものの、石城が川に囲まれた天然の要害である事を生かして防戦。城に籠った宗昌・長倉祐政ら伊東家家臣団の奮戦により、島津軍の副将川上範久が討死、総大将島津忠長は左肘を矢で射抜かれて重傷を負うなど500名余りの将兵を死傷させて島津軍を返り討ちにし、撤退に追い込んだ。島津軍の撃退に成功した山田宗昌・長倉祐政ら伊東家家臣団には大友義統から感状が贈られている。しかし9月に再び島津軍が侵略すると、宗昌は自ら伊集院久信と槍を交えるなど奮戦したものの力及ばず、10日余りに亘る激戦の末に石城は開城。耳川の戦いで大友軍が敗北を喫してしまったために宗昌も伊東家家臣団と共に一時的に豊後へと撤退した（石城合戦）。
この後義祐は伊予国へと退去し、宗昌は後詰として豊後に残留して栂牟礼城主・佐伯惟定のもとに身を寄せ、入道して匡得（京得）と号した。

### 豊薩合戦
天正14年（1586年）、大友氏と島津氏との間で豊薩合戦が起こる。栂牟礼城に島津家久の送った軍勢が攻め寄せた堅田合戦の際、宗昌は島津軍の勧降使を斬殺し、まだ若年の総大将佐伯惟定の参謀役を務め、城から打って出る際には惟定の代わりに佐伯軍の指揮を行い、宗昌の計略と佐伯兵の奮戦により、島津軍を撃退した。『九州記』等によれば佐伯軍は警戒として合わせて1000名余りの兵を別の方面にも向かわせていたため、土持親信ら率いる島津軍2000名余りに対して堅田に備えた佐伯軍は800名程であったという。しかし宗昌は伏兵や偽兵を用いて島津軍を動揺させ、物頭の新名親秀を含む多数の島津兵を討ち取って勝利を収めた。この勝利によって島津軍は佐伯軍を恐れてそれ以上の侵略を行うことはなく、惟定はこの戦功によって豊臣秀吉から感状を受けている。その後、翌15年（1587年）2月の豊後朝日嶽城攻めでも宗昌は軍監として指揮を執っているほか、3月には敗北し豊後から撤退するため梓峠を越えようとする島津軍への追撃・掃討にも参加している。この年のうちに島津家久は佐土原城で死去しているが、これを宗昌らとの梓峠での戦による傷が死因であるとする説もある。
天正15年（1587年）、豊臣秀吉が九州平定に乗り出すと、日向路を進む豊臣秀長の軍に合流して秀長の先導役を務めた。同年6月、日向脱出後に上方に上り、秀吉旗下となっていた伊東祐兵（伊東義祐三男）が九州平定での先導役を務め上げた功績を認められ、旧領の飫肥に加え曽井、清武などを与えられて大名復帰を成し遂げると、宗昌は惟定の下を辞して伊東家に帰参した。この時、祐兵からは家老職を打診されたが、これを固辞して酒谷城主となり、300石を知行した。

### 帰参後
伊東家へ帰参した後は、祐兵に従って文禄元年（1592年）から文禄・慶長の役に従軍。慶長5年（1600年）6月、祐兵が徳川家康による会津征伐に合わせて大坂へ上った際には国元で留守を預かり、同年9月の関ヶ原の戦いに応じた宮崎城攻めに伴う島津軍との合戦に参加している。慶長7年（1602年）には関ヶ原の戦い以降、家中での立場が悪くなっていた稲津重政に対しての処遇を松浦久兵衛、長倉戎祐と密談した上で松寿夫人（伊東祐兵室）へ報告、松寿夫人の指示によって重政は清武城で誅殺されている。
元和6年（1620年）6月3日、死去。享年77。

## 人物・逸話
- 匡得の号は、自ら「大江匡房の兵法を会得せり」と称したことによるという。
- 宮崎県日南市の四半的弓道は宗昌が国境防衛策と娯楽を兼ねて振興した物と伝わっている。
- 豊薩合戦の後、島津義久より300町の知行で仕官を誘われたが、自分は伊東家の家臣であるとしてこれを断ったという。また大友宗麟からも150町の知行を示されたがこれも同様の理由で断った。これを聞いた宗麟は宗昌の忠義心に感涙し、代わりに大友家秘蔵の甲冑10領から1領を選ばせ与えたと言われる[注 2]。
- 参陣した全ての主要な合戦に勝利し、何度も不利な状況下で奮闘し伊東家衰退期、大友家客将時代にも多くの戦功を挙げているため、宗昌の地元で名将として人気である。

## 備考
- 宗昌の墓は宮崎県日南市の酒谷城跡西麓にあり、同じく酒谷城跡西麓には宗昌の記念碑が建っている。